# Juan Pérez Moreno
Juan Pérez Moreno (1520 - ?), fue un militar y político de origen español, partícipe de la conquista del Tucumán a mediados del siglo XVI, en el actual territorio de la República Argentina.

## Biografía
Integró la expedición de Diego de Rojas y luego la de Juan Núñez de Prado. Participó en las tres fundaciones de la ciudad de El Barco y en el posterior traslado que efectuó Francisco de Aguirre cuando fundó Santiago del Estero en 1553. Más tarde, acompañó a Aguirre en sus incursiones por el río Salado.
Posteriormente, siguió a Juan Pérez de Zurita en las fundaciones de Londres, Cañete y Córdoba de Calchaquí. Cuando fue el ataque a Cañete, Gregorio de Castañeda envió desde allí a Pérez Moreno a Santiago del Estero en busca de ayuda. Fue defensor de la capital ante los ataques de los indígenas. 
Años más tarde, formó parte de la fundación de San Miguel de Tucumán, acompañando a Diego de Villarroel.
Junto con Gaspar de Medina, Nicolás Carrizo y Miguel de Ardiles restablecieron la autoridad real en Santiago del Estero, cuando fue la insurrección de Berzacona y Heredia en la que se apoderaron del gobierno.
Participó luego en la fundación de Talavera y de Córdoba. 
Cuando fue la rebelión de los aborígenes Olcos y tras el triunfo de ellos ante el capitán Garci Sánchez, el gobernador Jerónimo Luis de Cabrera envió a Pérez Moreno con cuarenta soldados y éste los puso en fuga. También derrotó levantamientos de naturales en Silípica, San Miguel y Saliaguyta. 
El gobernador Gonzalo de Abreu y Figueroa lo llevó consigo cuando hizo su jornada en los Valles Calchaquíes y en la fundación de San Clemente en 1577.
Cuando los indígenas atacaron y quemaron San Miguel de Tucumán en 1578, se destacaron en su defensa Gaspar de Medina y Pérez Moreno.
Abreu nombró a Pérez de Moreno como su teniente de gobernador, pero lo destituyó al año siguiente por no cumplir la orden de apresar a Alonso de Vera. Abreu lo hostigó, al igual que a los antiguos conquistadores. El gobernador lo llamó “bellaco, panadero, hijo de la partera”.
En otra oportunidad, Abreu hizo encerrar a Pérez Moreno en una despensa del capitán Pedro Cobo, que estaba repleta de cosas que olían mal. Ante tales humillaciones optó por irse del Tucumán, regresando en el gobierno de Juan Ramírez de Velasco. Fue alcalde en 1592 y teniente de gobernador en 1597.
Pérez Moreno se casó con una hermana de la mujer de Hernán Mejía de Mirabal y vivió más de cien años.